# Eppelborn
Eppelborn település Németországban, azon belül Saar-vidék tartományban. Lakosainak száma 16 507 fő (2023. december 31.).

## Népesség
A település népességének változása:
| Lakosok száma | 18 292 | 17 024 | 16 767 | 16 465 | 16 565 | 16 507 |
|               | 1975   | 2017   | 2019   | 2021   | 2022   | 2023   |